# موجة سن المنشار

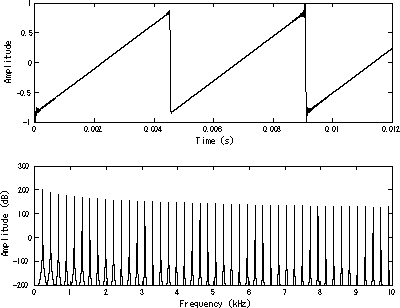
موجة سن المنشار في المجال الزمني (بالأعلى) و وفي مجال التردد (بالأسفل)، التوافقية الأساسية عند تردد 220 هرتز.

موجات جيبية، مربعية، مثلثية، موجة سن المنشار.

موجة سن المنشار أو موجة المنشار (بالإنجليزية sawtooth wave) هي موجة غير جيبية، تُسمى بذلك لأنها على شكل أسنان المنشار، تزداد موجة سن المنشار بشكل خطي ثم تهبط بحدة عائدة للقيمة الابتدائية، بينما تهبط موجة سن المنشار المعكوسة بشكل خطي ثم ترتفع بشكل حاد عائدة للقيمة الابتدائية، لذلك تعتبر موجة سن المنشار الحالة القصوى للموجة المثلثية غير المتماثلة.

## تعاريف
يمكن التعبير عن الجزء الخطي للدالة كالآتي:
{\displaystyle x(t)=t-\lfloor t\rfloor =t-\operatorname {floor} (t)}
أو
{\displaystyle x(t)=t(mod\ 1)}
بدلالة دالة الجزء الصحيح للزمن t، عند زمن دوري يساوي 1.
تعريف آخر لموجة سن المنشار على الفترة من -1 إلى 1، وزمن دوري a:
{\displaystyle x(t)=2\left({t \over a}-\left\lfloor {1 \over 2}+{t \over a}\right\rfloor \right)}
{\displaystyle =2\left({t \over a}-\operatorname {floor} \left({1 \over 2}+{t \over a}\right)\right)}
دالة سن المنشار لها نفس طور موجة دالة الجيب.
يمكن تعريفها بدلالة الدوال المثلثية كالآتي، حيث مع الزمن الدوري p و السعة a:
{\displaystyle y(x)=-{\frac {2a}{\pi }}\arctan \left(\cot \left({\frac {x\pi }{p}}\right)\right)}
حيث cot هي دالة ظل التمام.
بينما تحتوي الموجة المربعية على التوافقيات الفردية فقط، تحتوي موجة سن المنشار على كلا التوافقيات الفردية والزوجية من التردد الأساسي، ولديها صوت مزعج وواضح، ولأنها تحتوي على كل أعداد التوافقيات الصحيحة، تعتبر من أفضل الأشكال الموجية المستخدمة في تركيب الأصوات الموسيقية، خاصة الآلات الوترية مثل الكمان والتشيلو.

### تحويل فورييه

رسم متحرك يوضح تجميع موجات جيبية مع زيادة عدد توافقيات معين لتكوين موجة سن المنشار.

يمكن التعبير عن موجة سن المنشار المعكوسة بواسطة متسلسلة فورييه بالمعادلة التالية، حيث التردد f، والزمن t:
{\displaystyle x_{\mathrm {reversesawtooth} }(t)={\frac {2A}{\pi }}\sum _{k=1}^{\infty }{(-1)}^{k}{\frac {\sin(2\pi kft)}{k}}}
ومثل موجة سن المنشار المعكوسة، يمكن وصف موجة سن المنشار بالمعادلة التالية:
{\displaystyle x_{\mathrm {sawtooth} }(t)={\frac {A}{2}}-{\frac {A}{\pi }}\sum _{k=1}^{\infty }{(-1)}^{k}{\frac {\sin(2\pi kft)}{k}}}
حيث A هو المطال.

## التطبيقات
- تستخدم موجة سن المنشار كثيرًا في الموسيقى، حيث تعتبر الموجات المربعية وموجات سن المنشار الأكثر شيوعًا لإنتاج الأصوات الموسيقية.
- تحتوي موجة سن المنشار على إشارات منحرفة أفقيًا ورأسيًا تستخدم لتوليد الرسومات النقطية على أنبوب شعاع الكاثود (CRT) المستخدم في أجهزة التلفزيون وشاشات العرض التقليدية، كما تستخدم أيضًا في جهاز راسم الإشارة (CRO).
- عندما تزداد الموجة بشكل خطي، يسبب المجال المغناطيسي انحراف شعاع الإلكترونات مكونًا خط المسح الضوئي.
- عندما تهبط الموجة بحدة، ينهار المجال المغناطيسي فجأةً، مما يسبب عودة شعاع الإلكترونات نقطة البداية بأسرع وقت ممكن.
- يجب أن تزداد الموجة على شكل خط مستقيم، وإذا لم يحدث ذلك فإنه يشير إلى أن الجهد لا يتزايد خطيًا، وبالتالي فإن المجال المغناطيسي يسبب انحراف غير خطي، ونتيجة لذلك فإن شعاع الإلكترونات سوف يتسارع خلال الأجزاء غير الخطية، قد يسبب ذلك ظهور زيادة السطوع في أجزاء من الشاشة، بينما يقضي شعاع الإلكترونات وقت أطول على هذا الجزء من الشاشة.
- كانت أجهزة التلفزيون الأولى تعطي للمستخدمين إمكانية ضبط الصورة خطيًا أفقيًا ورأسيًا، هذه الإمكانية لم تعد موجودة فيما بعد، حيث استقرارية المكونات الإلكترونية قد تحسنت.